# Rentian (köpinghuvudort i Kina, Jiangxi Sheng, lat 25,99, long 116,12)
Rentian är en köpinghuvudort i Kina. Den ligger i provinsen Jiangxi, i den sydöstra delen av landet, omkring 300 kilometer söder om provinshuvudstaden Nanchang. Antalet invånare är 43 961. Befolkningen består av 21 611 kvinnor och 22 350 män. Barn under 15 år utgör 22,0 %, vuxna 15-64 år 68 %, och äldre över 65 år 8,0 %.
Runt Rentian är det ganska tätbefolkat, med 120 invånare per kvadratkilometer. Närmaste större samhälle är Yeping, 10,2 km sydväst om Rentian. Trakten runt Rentian består till största delen av jordbruksmark.
Genomsnittlig årsnederbörd är 2 018 millimeter. Den regnigaste månaden är maj, med i genomsnitt 396 mm nederbörd, och den torraste är oktober, med 24 mm nederbörd.